# Gino von Finetti
Gino von Finetti (* 9. Mai 1877 in Pisino d’Istria; † 5. August 1955 in Gorizia, Italien) war ein Maler, Zeichner und Illustrator. Gino von Finetti gelangte durch sein malerisches und grafisches Werk, aber auch durch seine Reklamekunst zu großer Bekanntheit. Hervorzuheben sind unter anderem seine Werbegrafiken für Henkell Trocken zwischen 1907 und 1911, bei denen das Produkt zu einem Bestandteil seiner künstlerischen Zeichnung wurde.

## Leben und Schaffen
Finetti lebte zunächst in München, wo er ab 1899 als Schüler von Heinrich von Zügel die Kunstakademie besuchte. Dort schloss er Freundschaft mit dem später bekannten Maler Albert Weisgerber und ließ sich stark vom en-plein-air-Stil Zügels sowie von Tierdarstellungen, insbesondere Pferden, beeinflussen. Nach seinem Militärdienst in Graz (1901–1903) kehrte Finetti zunächst nach München zurück, bevor er sich 1904 dauerhaft in Berlin niederließ.
Ab 1904 lebte Finetti in Berlin und wurde Mitglied der Berliner Secession, an deren Ausstellungen er bis in die 1930er Jahre regelmäßig teilnahm, teils auch als Jurymitglied.
Er war Maler, Radierer und Lithograph. Als Mitarbeiter der Zeitschriften Simplicissimus, Münchner Jugend, Ulk, und Lustige Blätter machte er sich schnell einen Namen. Er trat auch als Plakatgestalter hervor und war auf den Sezessionen der Jahre 1906, 1907 und 1912 mit verschiedenen Arbeiten vertreten. Auch andere Kunstausstellungen zeigten Bilder von ihm, so die großen Kunstausstellungen in Berlin 1912, in Stuttgart und Düsseldorf 1913.
Darüber hinaus war Finetti als Bühnenbildner tätig und arbeitete unter anderem mit Max Reinhardt am Deutschen Theater in Berlin zusammen. Ein Aufenthalt in Paris im Jahr 1905 brachte ihn in Kontakt mit den Werken von Edgar Degas, Henri de Toulouse-Lautrec und Théodore Géricault, deren Einfluss sich in seiner späteren Arbeit widerspiegelte.
1934 verließ Finetti aufgrund der politischen Situation Deutschland und ließ sich mit seiner Frau in Corona (Gemeinde Mariano del Friuli) nieder. Dort war er weiterhin als Maler und Illustrator tätig, unter anderem für die Gazzetta dello Sport, und nahm an den sogenannten mostre sindacali (fascistisch organisierten Kunstausstellungen) in Triest teil.
Er nahm mehrfach an der Biennale di Venezia teil (1920, 1924, 1928, 1932, 1934, 1953) und stellte auch international aus, unter anderem in Amsterdam (1926 und 1928), Polen, Frankreich, Ungarn und Bulgarien.
Zu seinen späten Werken zählt das Gemälde Gli infoibati, das sich mit den Foibe-Massakern befasst. Im Jahr 1950 schuf er zudem einen Kreuzweg-Zyklus (Via Crucis) für die Kirche Santi Maria e Zenone in Corona.
1948 nahm er mit Arbeiten im Bereich Malerei und Grafik am Kunstwettbewerb der Olympischen Spiele in London teil.
Er starb 78-jährig in Corona (Gorizia) an einem Herzinfarkt, den er im örtlichen Postamt erlitt.